# Максимов, Дмитрий Валерьевич (борец)
Дмитрий Валерьевич Максимов (род. 1 апреля 1978, Чу, Джамбульская область, Казахская ССР, СССР) — российский самбист и дзюдоист.

## Биография
Чемпион и призёр чемпионатов России по дзюдо, обладатель Суперкубка мира по дзюдо, чемпион России и мира по самбо, Заслуженный мастер спорта России по самбо, мастер спорта России международного класса по дзюдо.
Участник летних Олимпийских игр 2004 года в Афинах.
Тренер сборной России по самбо, кандидат педагогических наук.
Спортивный директор международной федерации самбо.
Снялся в роли Трифона в фильме «Путь».

## Спортивные результаты
- Чемпионат России по самбо 2000 года — ;
- Чемпионат России по самбо 2001 года — ;
- Чемпионат России по дзюдо 2002 года — ;
- Чемпионат России по дзюдо 2003 года — ;
- Чемпионат России по дзюдо 2005 года — ;
- Чемпионат России по дзюдо 2006 года — ;

## Фильмография
- 2009 — «Путь» — Трифон